# Désaignes
Désaignes település Franciaországban, Ardèche megyében. Lakosainak száma 1145 fő (2022. január 1.). Désaignes Le Lac-d’Issarlès, Lamastre, Nozières, Saint-Agrève, Saint-Basile, Saint-Jeure-d’Andaure, Saint-Prix és Saint-Jean-Roure községekkel határos.

## Népesség
A település népességének változása:
| Lakosok száma | 1482 | 1182 | 1087 | 1154 | 1129 | 1087 | 1111 | 1162 | 1156 | 1145 |
|               | 1968 | 1982 | 1990 | 2006 | 2013 | 2015 | 2017 | 2019 | 2020 | 2022 |